# Copa del Generalísimo 1947
Die Copa del Generalísimo 1947 war die 43. Austragung des spanischen Fußballpokalwettbewerbes, der heute unter dem Namen Copa del Rey stattfindet.
Der Wettbewerb startete am 20. April und endete mit dem Finale am 22. Juni 1947 im Estadio Municipal de Riazor in A Coruña. Titelverteidiger des Pokalwettbewerbes war Real Madrid. Den Titel gewann erneut Real Madrid durch einen 2:0-Erfolg nach Verlängerung im Finale gegen RCD Español.

## Vorrunde
Die Hinspiele wurden am 20. April, die Rückspiele am 27. April 1947 ausgetragen.
|                         | Gesamt |                   | Hinspiel | Rückspiel |
| ----------------------- | ------ | ----------------- | -------- | --------- |
| Real Murcia             | 3:7    | Levante UD        | 1:3      | 2:4       |
| Atlético Madrid         | 6:4    | Hércules Alicante | 3:0      | 3:4       |
| FC Barakaldo            | 0:7    | RCD Español       | 0:2      | 0:5       |
| Real Oviedo             | 4:3    | Real Saragossa    | 3:1      | 1:2       |
| CD Castellón            | 5:5    | Real Sociedad     | 3:2      | 2:3       |
| Club Ferrol             | 4:5    | Real Madrid       | 2:1      | 2:4       |
| FC Granada              | 2:6    | Celta Vigo        | 0:1      | 2:5       |
| FC Valencia             | 3:3    | CD Alcoyano       | 3:2      | 0:1       |
| Deportivo La Coruña     | 1:3    | Betis Sevilla     | 1:0      | 0:3       |
| CD Sabadell             | 3:2    | RCD Córdoba       | 3:0      | 0:2       |
| FC Sevilla              | 3:2    | RCD Mallorca      | 2:1      | 1:1       |
| Gimnástico de Tarragona | 5:3    | Real Gijón        | 4:2      | 1:1       |

- Atlético Bilbao, CF Barcelona, Real Santander und CD Málaga erhielten ein Freilos.

### Entscheidungsspiele
Die Spiele wurden am 29. April in Saragossa und Castellón ausgetragen.
|              | Ergebnis |               |
| ------------ | -------- | ------------- |
| CD Castellón | 3:2      | Real Sociedad |
| FC Valencia  | 2:1      | CD Alcoyano   |

## Achtelfinale
Die Hinspiele wurden am 4. Mai, die Rückspiele am 11. Mai 1947 ausgetragen.
|                 | Gesamt |                         | Hinspiel | Rückspiel |
| --------------- | ------ | ----------------------- | -------- | --------- |
| CF Barcelona    | 4:2    | CD Málaga               | 3:1      | 1:1       |
| Atlético Madrid | 1:4    | CD Castellón            | 1:1      | 0:3       |
| Real Oviedo     | 1:3    | RCD Español             | 0:0      | 1:3       |
| Betis Sevilla   | 4:6    | Real Madrid             | 4:0      | 0:6       |
| FC Valencia     | 1:1    | Celta Vigo              | 0:0      | 1:1       |
| Atlético Bilbao | 8:6    | Levante UD              | 6:2      | 2:4       |
| CD Sabadell     | 2:3    | FC Sevilla              | 2:0      | 1:2       |
| Real Santander  | 7:7    | Gimnástico de Tarragona | 6:2      | 1:5       |

### Entscheidungsspiele
Die Spiele wurden am 13. und 14. Mai in Barcelona und Madrid ausgetragen.
|                | Ergebnis |                         |
| -------------- | -------- | ----------------------- |
| Real Santander | 0:1      | Gimnástico de Tarragona |
| FC Valencia    | 0:1      | Celta Vigo              |

## Viertelfinale
Die Hinspiele wurden am 18. Mai, die Rückspiele am 25. Mai 1947 ausgetragen.
|                 | Gesamt |                         | Hinspiel | Rückspiel |
| --------------- | ------ | ----------------------- | -------- | --------- |
| Real Madrid     | 3:0    | CD Castellón            | 2:0      | 1:0       |
| CF Barcelona    | 3:4    | Gimnástico de Tarragona | 0:2      | 3:2       |
| Atlético Bilbao | 12:20  | Celta Vigo              | 12:10    | 0:1       |
| CD Sabadell     | 2:5    | RCD Español             | 2:3      | 0:2       |

## Halbfinale
Die Hinspiele wurden am 1. Juni, die Rückspiele am 8. Juni 1947 ausgetragen.
|             | Gesamt |                         | Hinspiel | Rückspiel |
| ----------- | ------ | ----------------------- | -------- | --------- |
| RCD Español | 5:4    | Gimnástico de Tarragona | 5:3      | 0:1       |
| Real Madrid | 4:2    | Atlético Bilbao         | 3:2      | 1:0       |

## Finale
| Real Madrid                                             | Real Madrid | RCD Español | RCD Español |
| ------------------------------------------------------- | --- | --- | ----------- |
| Real Madrid                                             | \| 22. Juni 1947 in A Coruña (Estadio Municipal de Riazor) \| \| Ergebnis: 2:0 n. V. \| \| Zuschauer: 30.000 \| \| Schiedsrichter: Francisco Echave \|                                            | \| 22. Juni 1947 in A Coruña (Estadio Municipal de Riazor) \| \| Ergebnis: 2:0 n. V. \| \| Zuschauer: 30.000 \| \| Schiedsrichter: Francisco Echave \|                                               | RCD Español |
| Real Madrid                                             | José Bañón – Clemente Fernández, José Corona – Guillermo Pont, Juan Antonio Ipiña , Félix Huete – Antonio Alsúa, Sabino Barinaga, Pruden, Luis Molowny, Pablo Vidal Cheftrainer: Baltasar Albéniz | José Trías – José Casas, José Mariscal – Ramón Celma, Antonio Fábregas, Félix Llimós – Rosendo Hernández, Gabriel Jorge , Ángel Calvo, Vicente Hernández, Ernesto Galobart Cheftrainer: Josep Planas | RCD Español |
| Real Madrid                                             | 1:0 Pablo Vidal (107.) 2:0 Pruden (119.) | | RCD Español |
| 22. Juni 1947 in A Coruña (Estadio Municipal de Riazor) | | |             |
| Ergebnis: 2:0 n. V.                                     | | |             |
| Zuschauer: 30.000                                       | | |             |
| Schiedsrichter: Francisco Echave                        | | |             |